# 1997 en Bretagne
 Chronologie de la Bretagne
- 1993
- 1994
- 1995
- 1996
- 1997
- 1998
- 1999
- 2000
- 2001

Cette page recense des événements qui se sont produits durant l'année 1997 en Bretagne.

## Société

### Décès
- 20 mai à Brest : Jean-René Lannuzel, né le 2 décembre 1921 à Brest (Finistère). Il a été le chef d'état major de la Marine nationale de 1976 à 1982.

- 20 août à Brest : Martial Gergotich (né le 22 septembre 1919 à Brest), footballeur et entraîneur français.

## Sports
Le club de football américain Kemper Kelted et le club Quimper Cornouaille Tennis de Table sont fondés à Quimper.